# Tram'Bus

Mapa de la xarxa Tram'Bus.

Tram'Bus és la xarxa de autobusos de trànsit ràpid del País Basc del Nord. La xarxa es compon de dues línies, en forma de "X", que comparteixen un total de 5 estacions a la ciutat de Baiona. Dona servei als tres municipis més importants de la regió: Baiona, Anglet i Biàrritz. També comunica amb la ciutat occitana de Tarnòs.
La xarxa va començar a prestar servei el 2 de setembre de 2019 amb la inauguració de la línia T1 entre les estacions de Baionagoiena/Hauts de Bayonne i Biarritzeko herriko etxea/Mairie de Biarritz. El 26 d'abril de 2021 va entrar en servei la línia T2.
La xarxa opera sota la marca comercial Txik Txak, pertanyent a l'Euskal Hirigune Elkargoa, que agrupa a tots els mitjans de transport d'Iparralde.

## Concecpció
Segons l'Euskal Hirigune Elkargoa, el Tram'Bus és un « vehicle nova generació acumulant els avantatges del tramvia (rapidesa, puntualitat, regularitat, accessibilitat, confort), tot conservant l'agilitat dels vehicles clàssics tèrmics o híbrids (costos d'infraestructura menor, entrada vigent ràpida, agilitat d'explotació) ». A més, la xarxa és explotat amb vehicles completament elèctrics, propulsats per bateries. A cada terminal de les diferents línies, un pantògraf permet efectuar la recarrega d'aquestes en un període comprès entre els 3 i els 5 minuts. En conseqüència, no desvien necessari d'instal·lar una infraestructura de cables com per als trolleibús.
És l'empresa basca Irizar que fabrica els diferents vehicles emprats: ie.tram. Són autobusos de 18 metres de longitud amb una capacitat de 155 llocs i l'aparença d'un tramvia. Estin equipats de pantalles TFT, tot com en els tramvies, que ofereix informacions en temps real, que es troben també sobre les andanes.
Les tarifes de la xarxa sont també diferentes de les de les altres xarxes de la marca Txik Txak. Es basa en un sistema sense contacte, on els tiquets i els mapes són recarregables i interoperables. La idea és de poder pagar amb el mateix mapa al nivell regional, nacional i internacional. Els títols són distribuïts no pas a bord dels vehicles però sobre els molls, gràcies a caixers automàtics.

## Història
La primera línia (), de 12 quilòmetres de longitud i 30 estacions, uneix Baionagoiena/Hauts de Bayonne amb la Biarritzeko herriko etxea/Mairie de Biarritz, passant per l'estació de Baiona, l'ajuntament de Baiona, diversos centres comercials a Anglet i l'ajuntament de Biàrritz. La línia va entrar en funcionament el 2 de setembre de 2019. Per a això, es va emprendre un viatge inaugural amb les principals autoritats del territori: Jean René Etxegarai (alcalde de Baiona i president de l'Euskal Hirigune Elkargoa), Claude Olivé (alcalde de Anglet) i Mixel Veunac (alcalde de Biàrritz), entre d'altres.
No obstant això, no tots els treballs estaven ja acabats, ni tot disposat. Encara s'estaven construint diversos petits trams, sobretot a Anglet, en la línia T1 i en la creació de la línia T2, cinc mesos després, és a dir, a principis de 2020. En una setmana, els resultats van ser bastant positius. Segons l'Euskal Hirigune Elkargoa, hi havia viatgers durant tot el dia i els usuaris estaven satisfets. En 7 dies, va transportar ja més de 85 000 passatgers, per curiositat o per necessitat, uns 13 000 diaris. Són un 10% més respecte a la millor afluència de viatgers de les línies A1 i A2 de Chronoplus, l'antigua xarxa de transports de Baionaldea. En aquest període, va haver-hi diversos retards, però perquè els usuaris i conductors es van adaptar a la nova xarxa. Van ser reparats de seguida. Les principals incidències van ser, sobretot, l'accés al vehicle per la porta davantera, ja que totes les portes estaven disponibles, i la venda de bitllets en les andanes, que alguns usuaris desconeixien.
En les setmanes següents, la principal incidència va ser que no hi havia connexió entre semàfors i que els autobusos tenien prioritat dins de la xarxa. En quatre encreuaments d'Anglet es va detectar un excessiu alentiment de vehicles: Atxinetxe, Kadran, Bernain i la rotonda d'Europa. També van ser diversos els automobilistes que van utilitzar carrils exclusius per al transport públic o que van obstaculitzar la via en algun encreuament. Quant a la freqüència de pas, va començar en 15 minuts a principis de setembre, a 13 a l'octubre i a 11 al gener de 2020.
En 2020, a causa de la pandèmia COVID-19, les circulacions en el confinament van disminuir considerablement i després van ser recuperades progressivament. Així mateix, es va posar en marxa un servei de bitllets per SMS, amb més de 15 000 targetes usades només a l'estiu.
A més, el 5 de juliol de 2020, quan el conductor Philippe Monguillot aparcava el seu tram'bus en l'estació de Balishon perquè els passatgers que esperaven pugessin en el vehicle, es va adonar que diversos homes no portaven la màscareta obligatòria, en plena pandèmia de COVID-19. Per aquest motiu va abandonar la cabina de guia i va demanar als quatre homes que es posessin les màscaretes. En cas contrari, els va demanar que abandonessin el vehicle. No obstant això, la resposta dels insultats vi en forma de pallissa i el conductor va quedar en estat de mort cerebral en l'UCI de l'hospital de Baiona. Com a protesta, unes 2 000 persones van realitzar una "marxa blanca" en protesta pel que van qualificar de "assassinat" del conductor de l'autobús i van demanar justícia. La manifestació estava encapçalada per les filles i l'esposa de Philippe Monguillot. Finalment, l'home va haver de ser desconnectat de la màquina que li mantenia amb vida i els quatre homes van ser detinguts per homicidi.
En 2019 es van iniciar les obres de reestructuració i millora de les cotxeres d'Aritxaga que acullen tots els vehicles de Tram'Bus, la meitat dels autobusos de la xarxa Txik Txak, els bus TAD i els Jinkariak. Aquests s'ajustarien al creixent nombre d'autobusos elèctrics de la xarxa, que va començar quan van arribar els primers deu Tram'Bus, i continuaria augmentant en els pròxims anys. Les obres van finalitzar a la tardor de 2021.
Durant tot aquest temps van continuar amb els treballs de la línia dues () de la xarxa. Inicialment es va inaugurar entre gener i març de 2020, però la pandèmia de COVID-19 la va retardar fins a la segona meitat de 2020. Posteriorment es va tornar a perlongar fins a 2021. Finalment, al febrer de 2021, es va anunciar que la línia obriria el 26 d'abril de 2021, però, igual que amb la línia T1, quedaran per rematar al llarg de l'estiu.

## Xarxa

### Línies
Hi ha 2 línies que percorren la comarca de nord a sud. En total, traversen 6 municipis, 50 estacions i 23,54 quilomètres.
| Línia | Origen                        | Destinació                                   | Inauguració | Longitud (km) | Estacions | Última extensió | Vehicles |
| ----- | ----------------------------- | -------------------------------------------- | ----------- | ------------- | --------- | --------------- | -------- |
|       | Baionagoiena/Hauts de Bayonne | Biarritzeko herriko etxea/Mairie de Biarritz | 2019        | 12,0          | 31        | -               | ie.tram  |
|       | Garròs                        | Marrac                                       | 2021        | 13,3          | 24        | -               | ie.tram  |

### Aparcaments dissuasius
La xarxa té 2 aparcaments disuasius oficial, senyalitzats i condicionats.
| Aparcament | Estació veïna                 | Connexions | Inauguració | Places | Modalitat                           |
| ---------- | ----------------------------- | ---------- | ----------- | ------ | ----------------------------------- |
| Nafarroa   | Baionagoiena/Hauts de Bayonne |            | 2019        | 95     | gratuït, viatge subjecte a pagament |
| Garròs     | Garròs                        |            | 2021        | 400    | gratuït, viatge subjecte a pagament |

## Explotació
Actualment, la xarxa està explotada per l'empresa Keolis.

### Freqüencies
Les freqüències de pas depenen de la línia on es pren el Tram'Bus, del dia i del moment del dia.
| Freqüencies de la línia T1, a 21 de març de 2021 |                    |                    |                    |                    |                    |                    |                    |                    |                    |                    |                    |       |       |           |           |           |           |           |           |           |           |           |           |
| Diluns a Divendres                               | Diluns a Divendres | Diluns a Divendres | Diluns a Divendres | Diluns a Divendres | Diluns a Divendres | Diluns a Divendres | Diluns a Divendres | Diluns a Divendres | Diluns a Divendres | Diluns a Divendres | Diluns a Divendres | Dj-Dv | Dj-Dv | Dissabtes | Dissabtes | Dissabtes | Dissabtes | Dissabtes | Dissabtes | Dissabtes | Dissabtes | Diumenges | Diumenges |
| 05:30                                            | 06:30              | 06:30              | 07:00              | 07:00              | 20:00              | 20:00              | 20:30              | 20:30              | 23:00              | 23:00              | 01:00              | 01:00 | 02:30 | 05:30     | 07:00     | 07:00     | 19:30     | 19:30     | 22:00     | 22:00     | 02:30     | 06:00     | 00:30     |
| 30'                                              | 30'                | 15'                | 15'                | 12'                | 12'                | 15'                | 15'                | 20'                | 20'                | 30'                | 30'                | 30'   | 30'   | 25'       | 25'       | 15'       | 15'       | 20'       | 20'       | 30'       | 30'       | 30'       | 30'       |

| Freqüencies de la línia T2, a 26 d'avril de 2021 |                    |                    |                    |                    |                    |       |       |           |           |           |           |           |           |           |           |           |           |           |           |
| Diluns a Divendres                               | Diluns a Divendres | Diluns a Divendres | Diluns a Divendres | Diluns a Divendres | Diluns a Divendres | Dj-Dv | Dj-Dv | Dissabtes | Dissabtes | Dissabtes | Dissabtes | Dissabtes | Dissabtes | Dissabtes | Dissabtes | Diumenges | Diumenges | Diumenges | Diumenges |
| 06:00                                            | 07:00              | 07:00              | 19:00              | 19:00              | 22:30              | 22:30 | 00:00 | 06:00     | 07:00     | 07:00     | 14:00     | 14:00     | 19:00     | 19:00     | 00:00     | 07:30     | 14:00     | 14:00     | 20:30     |
| 20'                                              | 20'                | 15'                | 15'                | 30'                | 30'                | 30'   | 30'   | 30'       | 30'       | 20'       | 20'       | 15'       | 15'       | 30'       | 30'       | 75'       | 75'       | 45'       | 45'       |

### Flota
En la xarxa hi ha un total de 18 vehicles.
| Constructor | Model   | Número | Any  | Longitud (m) | Altura (m) | Capacitat | Portes | Línies |
| ----------- | ------- | ------ | ---- | ------------ | ---------- | --------- | ------ | ------ |
| Irizar      | ie.tram | 10     | 2019 | 18,730       | 3,400      | 155       | 4      |        |
| Irizar      | ie.tram | 8      | 2021 | 12,165       | 3,400      | 100       | 3      |        |

### Tarifació
La tarifació de la xarxa és idèntica a la dels autobusos de la xarxa Chronoplus i està disponible amb els mateixos títols de transport.
| Tiquets ocasionals | Tiquets ocasionals                                  | Tiquets ocasionals | Abonaments temporals | Abonaments temporals             | Abonaments temporals |
| Tiquet             | Descripció                                          | Preu               | Tiquet               | Descripció                       | Preu                 |
| ------------------ | --------------------------------------------------- | ------------------ | -------------------- | -------------------------------- | -------------------- |
| SMS                | Missatge SMS vàlid per a un viatge d'anada          | 1,20 €             | 1 mes                | Abonament illimitat per 1 mes    | 30 €                 |
| PASS 1h            | Viatges illimitats per 1 hora                       | 1 €                | 1 mes (jove)         | Abonament illimitat per 1 mes    | 16 €                 |
| PASS 24h           | Viatges illimitats per 1 jorn                       | 2 €                | 1 mes (senior)       | Abonament illimitat per 1 mes    | 25 €                 |
| PASS 10            | 10 tiquets "PASS 1h"                                | 8 €                | 2 mesos (estíu)      | Abonament illimitat per 2 mesos  | 30 €                 |
| PASS 7j            | Viatges illimitats per 1 setmana                    | 11,20 €            | 3 mesos (jove)       | Abonament illimitat per 3 mesos  | 45 €                 |
| P'tit groupe       | Viatge d'anada i tornada per entre 3 i 5 persones   | 5 €                | 10 mesos (jove)      | Abonament illimitat per 10 mesos | 130 €                |
| Taldea             | Viatge d'anada i tornada per 10-35 persones         | 1,15 €             | 12 mesos (jove)      | Abonament illimitat per 12 mesos | 150 €                |
| RugbyPass          | Viatges illimitats per 1 jorn en díes de partit     | 1 €                | 12 mesos             | Abonament illimitat per 12 mesos | 300 €                |
| Suport             | Suport físic per a la càrrega de tiquets/abonaments | 0,20 €             | 12 mesos (senior)    | Abonament illimitat per 12 mesos | 250 €                |

## Imatges

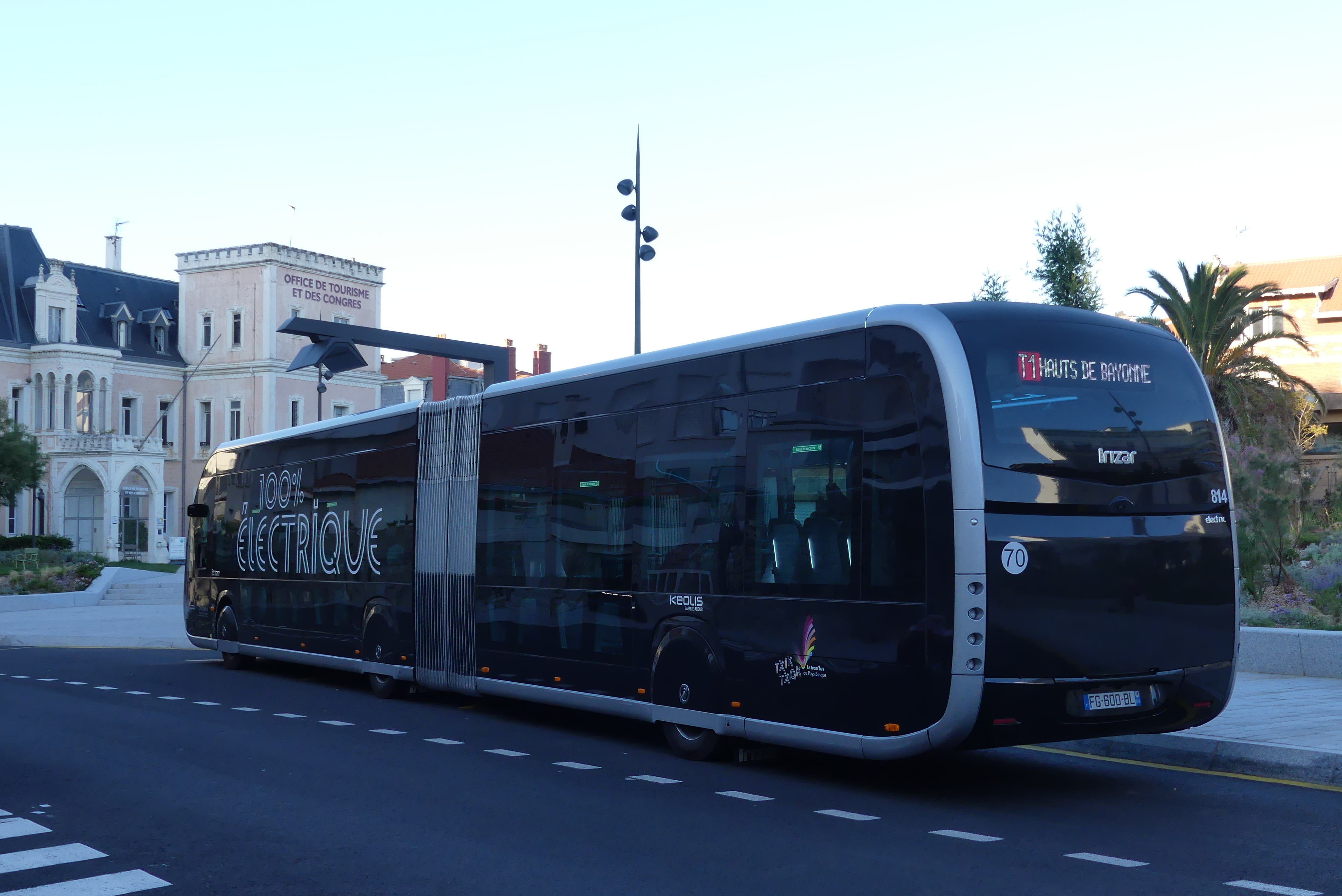
Un Tram'Bus a l'estació Biarritzeko herriko etxea/Mairie de Biarritz
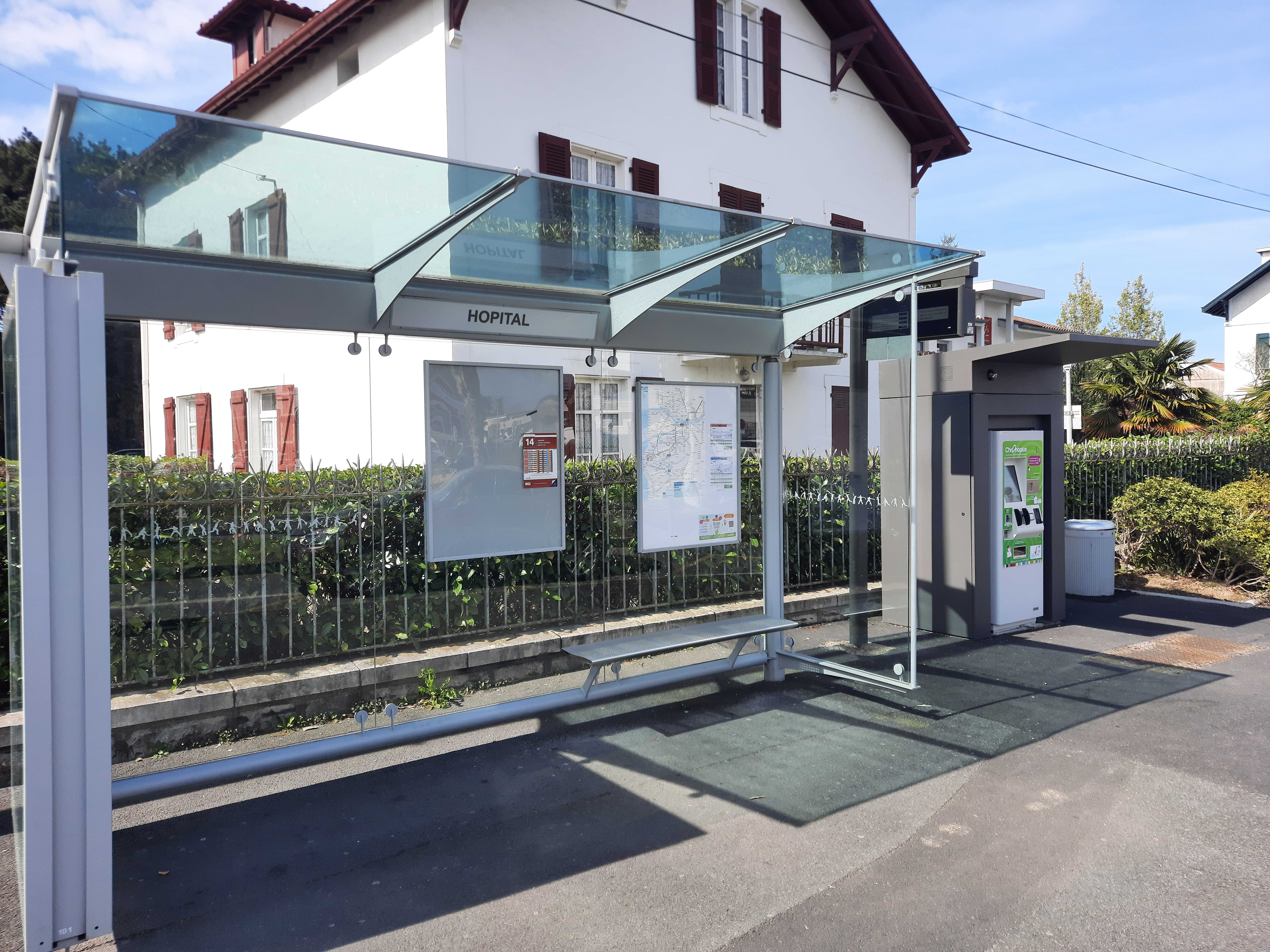
Estació de Ospitalea/Hôpital
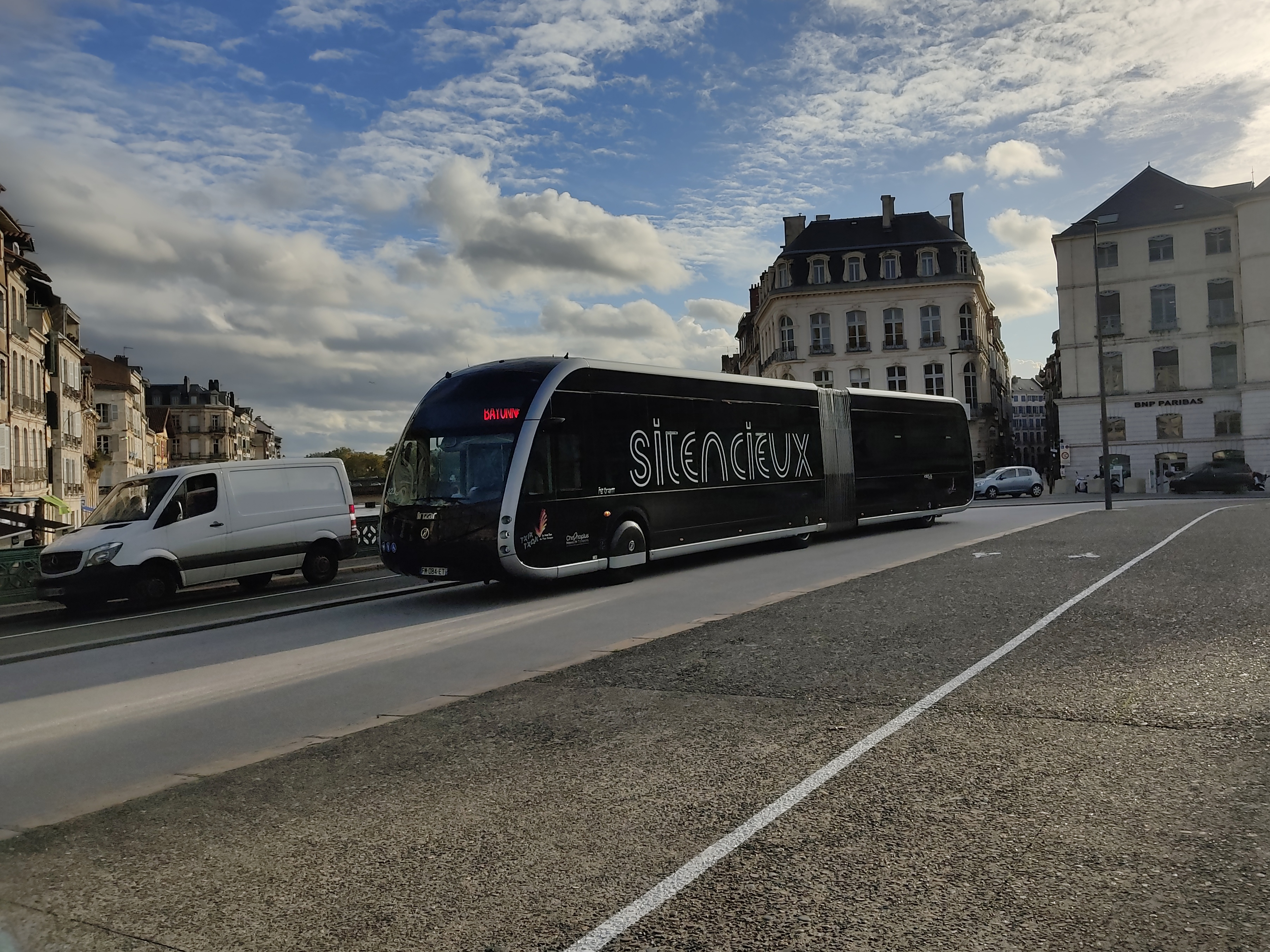
Un Tram'Bus a Baiona Ttipia
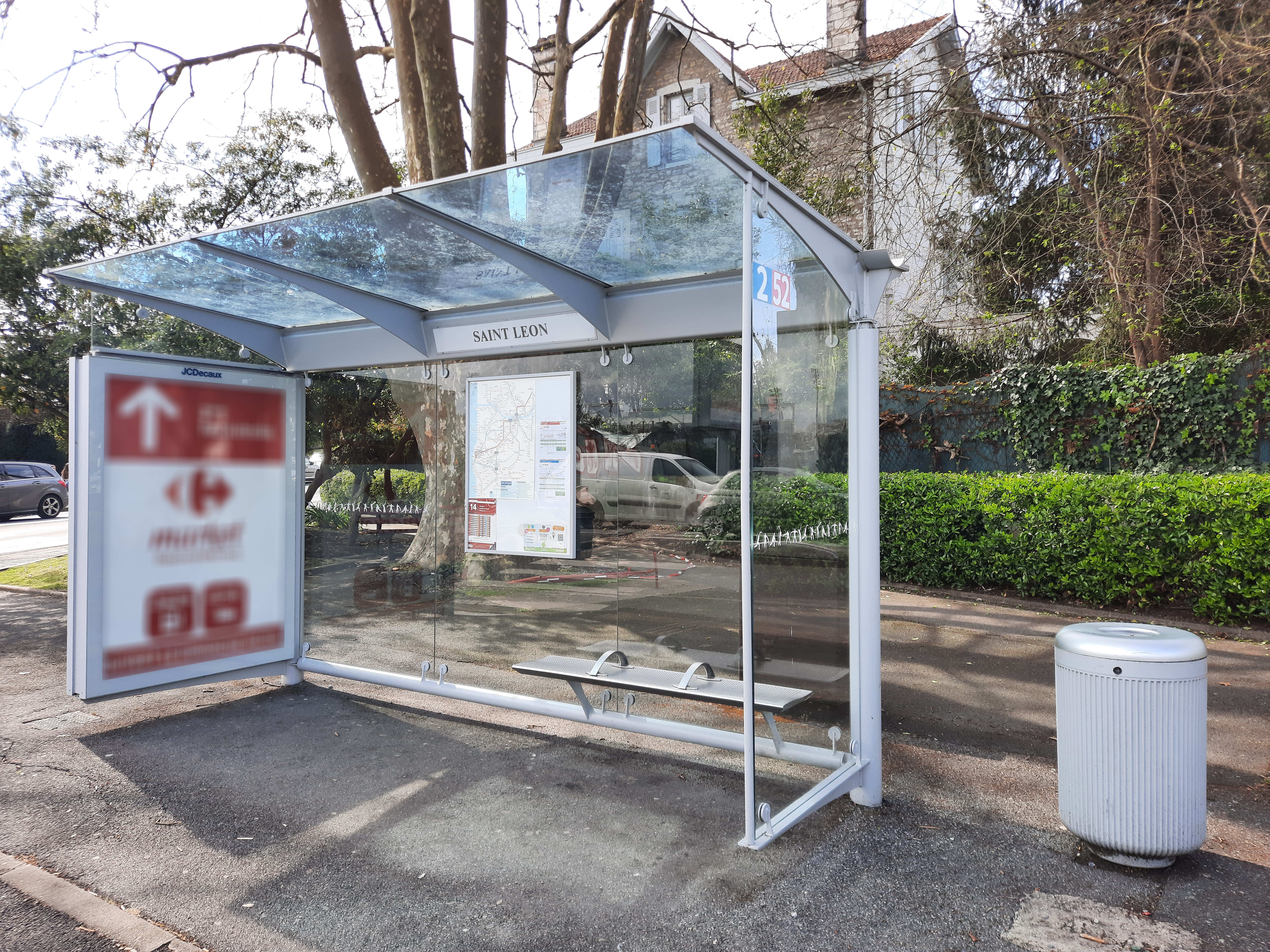
Estació de San Leon/Saint-Léon
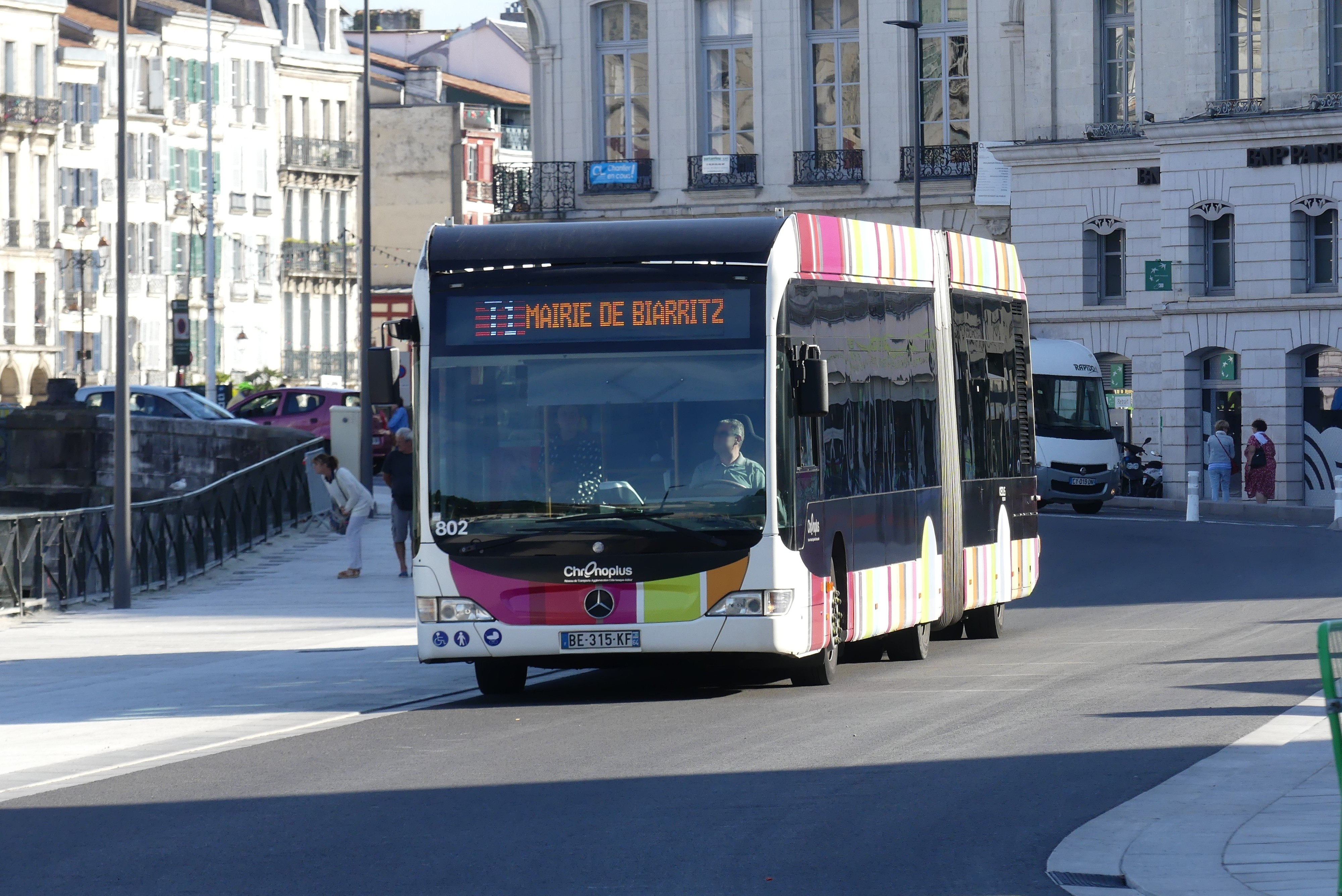
Un Tram'Bus a Baiona Handia
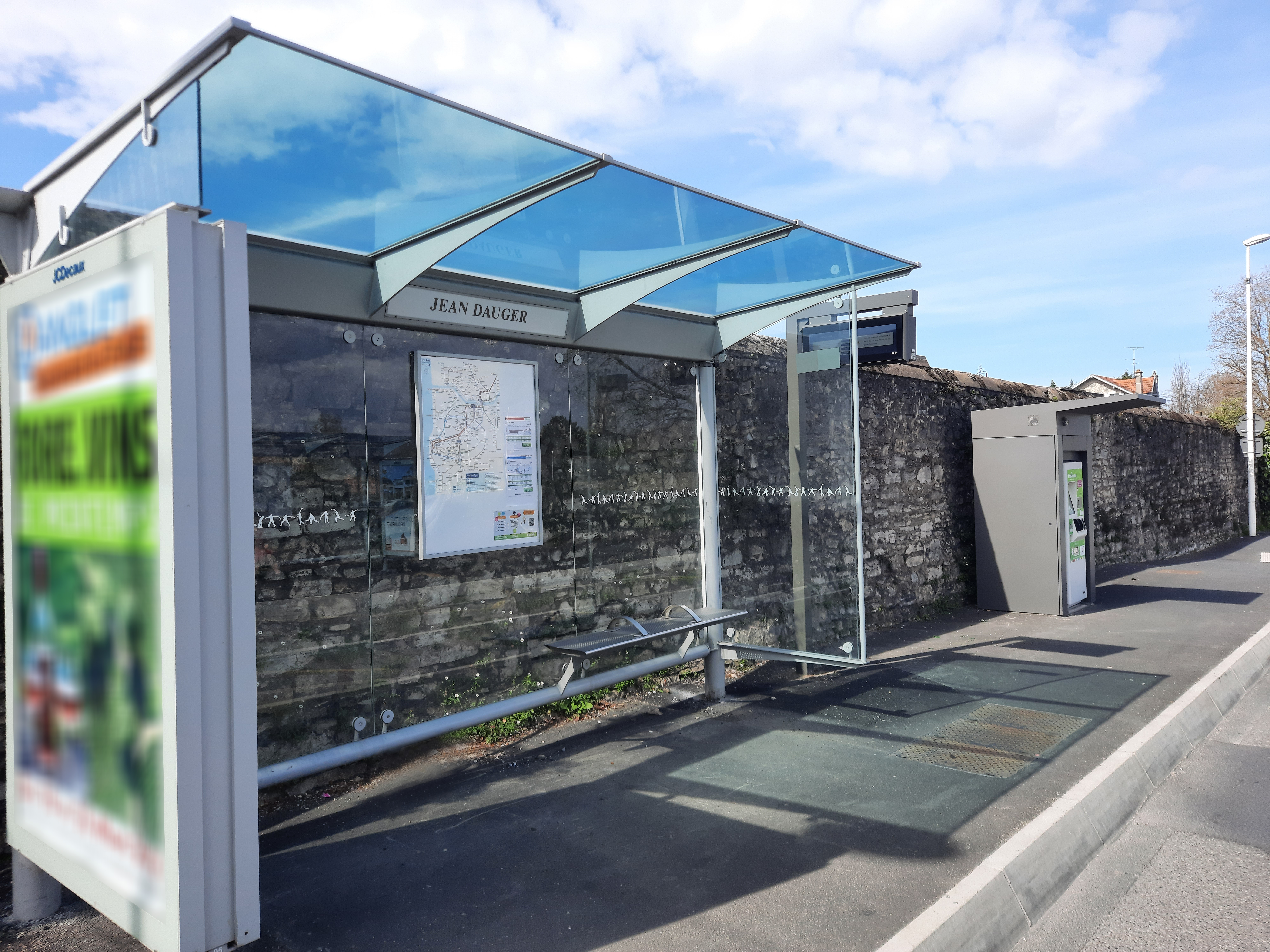
Estació de Jean Dauger
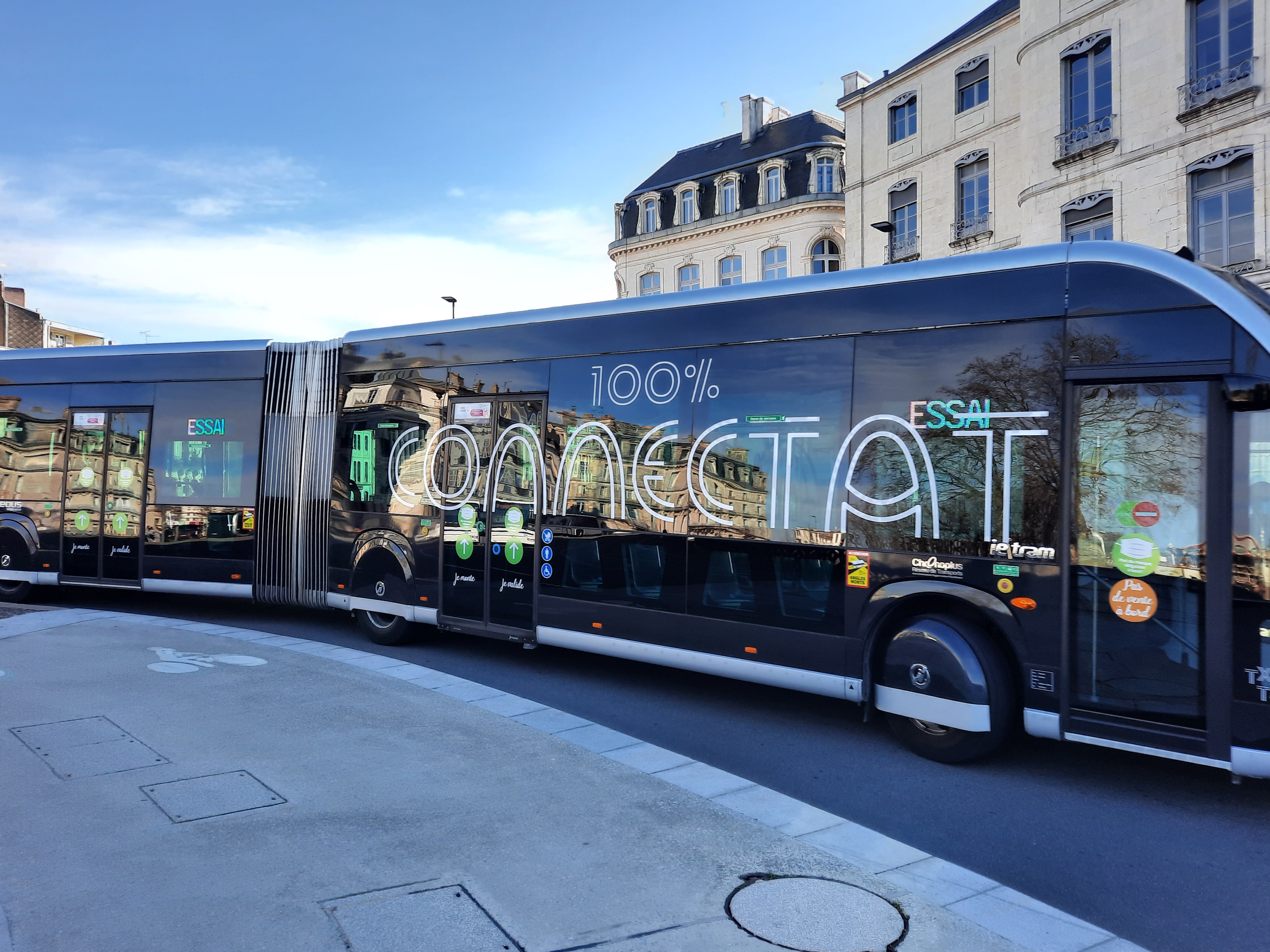
Un Tram'Bus al centre de Baiona